# 硫酸铅
硫酸铅是铅的硫酸盐，分子式 PbSO4。它是难溶于水且有毒的白色晶体，在自然界以铅矾的形式存在。

## 制备
硫酸铅可以由一氧化铅或任何可溶铅(II)盐（例如硝酸铅和乙酸铅）和可溶硫酸盐（例如硫酸钠或硫酸）反应而成：
{\displaystyle {\rm {\ PbO+H_{2}SO_{4}\rightarrow PbSO_{4}\downarrow +H_{2}O}}}
{\displaystyle {\rm {Pb(NO_{3})_{2}+Na_{2}SO_{4}\rightarrow PbSO_{4}\downarrow +2NaNO_{3}}}}
铅酸蓄电池放电时也会产生硫酸铅：
{\displaystyle \mathrm {Pb(s)+SO_{4}^{2-}(aq)\longrightarrow PbSO_{4}(s)+2\ e^{-}} }
在负极中，铅被氧化成硫酸铅
{\displaystyle \mathrm {PbO_{2}+4\ H^{+}+\ SO_{4}^{2-}+2\ e^{-}\longrightarrow \ PbSO_{4}+2\ H_{2}O} }
在正极中，二氧化铅和硫酸盐反应生成硫酸铅

## 性质
硫酸铅是白色固体，难溶于水，但易溶于硫酸，生成硫酸氢铅：
{\displaystyle {\ce {PbSO_4(s) + H_2SO_4 (aq) -> Pb(HSO_4)_2 (aq)}}}
浓碱会和硫酸铅反应，生成三羟基合铅(II)酸盐：
{\displaystyle {\ce {PbSO_4(s) + 3 OH^- (aq) -> Pb(OH)_3^- (aq) + SO_4^2- (aq)}}}
在硫酸根存在下，原本难溶的硫酸铅会因为形成配合物而溶于水中：
{\displaystyle {\ce {PbSO_4(s) + SO_4^2- (aq) -> [Pb(SO_4)_2]^2- (aq)}}}.
硫酸铅在1170 °C下融化并部分分解出三氧化硫。像是玻璃或瓷器的硅酸盐会和硫酸铅反应，生成硅酸铅。

## 用途
硫酸铅可用作白色颜料。此外，硫酸铅还用于生产亚麻籽油清漆。
在分析化学中，往铅盐溶液中加入稀硫酸会产生硫酸铅沉淀，这可以用来测定铅的含量。